# Herb gminy Masłów
Herb gminy Masłów – symbol gminy Masłów, ustanowiony 30 kwietnia 1991.

## Wygląd i symbolika
Herb przedstawia na tarczy dzielonej w literę „T” w polu górnym niebieskim czarną stylizowaną literę „M” z białymi skrzydłami (nawiązanie do nazwy gminy i do lotniska Aeroklubu Kieleckiego), w polu lewym zielone wzniesienie porośnięte drzewami (symbol krajobrazu gminy), natomiast w polu prawym białym kobietę w świętokrzyskim stroju ludowym w czarno-czerwone pasy z maselnicą (od wyrobów maślanych wywodzi się nazwa gminy).